# 奕功

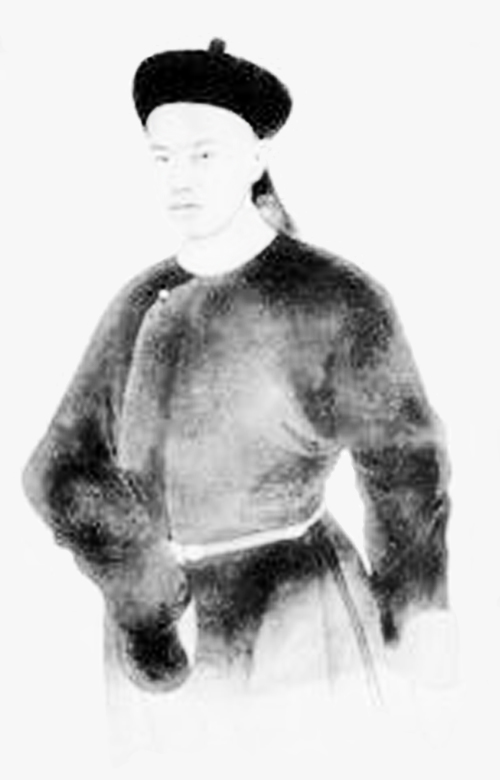

宗室奕功（1853年—1900年），清朝宗室、政治人物。
乾隆帝第十七子永璘之孫，历任奉宸苑卿，至御前侍衛。光绪二十六年，義和拳亂時，八国联军攻破京師，光緒帝奉慈禧太后向西撤退，奕功以世受國恩，未能隨扈，遂引火自焚，全家投井自殺。

## 家庭

### 妻妾
根據《愛新覺羅宗譜》，其家庭成員如下：
- 嫡妻佟佳氏：亦作祥佳氏，祥奎之女。光緒二十六年七月殉難。
- 妾王氏：王福之女。
- 妾吳氏：吳大之女。
- 妾瑞氏：瑞大之女。光緒二十六年七月殉難。
- 妾宋氏：宋大之女。光緒二十六年七月殉難。
- 妾李氏：李大之女。光緒二十六年七月殉難。

### 子
- 長子載倫：同治十一年十二月二十九日未時出生，生母王氏。同治十二年二月初三日申時夭折。
- 次子載扦：光緒二年十一月初二日戌時出生，生母王氏。光緒三年六月二十九日辰時夭折。
- 三子載捷：光緒二十四年五月初十日酉時出生，生母吳氏。光緒二十六年七月殉難。

### 女
- 女：生母王氏，嫁文達公文煜之子志森。

## 延伸阅读
[在维基数据编辑]
 《清史稿·卷495》，出自趙爾巽《清史稿》